# Li Bingjie
Li Bingjie (chiń. 李冰洁; ur. 3 marca 2002) – chińska pływaczka specjalizująca się w stylu dowolnym, mistrzyni olimpijska w sztafecie, dwukrotna mistrzyni świata.
W 2017 roku na mistrzostwach świata w Budapeszcie zdobyła trzy medale. Na dystansie 800 m stylem dowolnym wywalczyła srebro i czasem 8:15,46 ustanowiła nowy rekord Azji. Płynęła także w sztafecie kraulowej 4 × 200 m, która zajęła drugie miejsce. W konkurencji 400 m stylem dowolnym Li z czasem 4:03,25 zdobyła brązowy medal.
Cztery lata później, podczas igrzysk olimpijskich w Tokio wywalczyła brąz na dystansie 400 m stylem dowolnym i czasem 4:01,08 ustanowiła nowy rekord Azji. Kilka dni później wraz z Yang Junxuan, Tang Muhan i Zhang Yufei zwyciężyła w sztafecie 4 × 200 m stylem dowolnym. Chinki czasem 7:40,33 pobiły rekord świata.